# Tarek Chaabani
Tarek Chaabani, né le 12 août 1957, est un athlète tunisien, spécialiste du lancer du javelot.

## Biographie
Il remporte la médaille d'argent derrière le Wallisien Penisio Lutui lors des Jeux méditerranéens de 1979 à Split. Il remporte par ailleurs les championnats d'Afrique 1984 à Rabat, avec un lancer à 77,40 m, et s'adjuge la médaille d'argent en 1988 et la médaille de bronze en 1979.

### Palmarès
| Date | Compétition            | Lieu       | Résultat | Épreuve           | Performance |
| ---- | ---------------------- | ---------- | -------- | ----------------- | ----------- |
| 1979 | Championnats d'Afrique | Dakar      | 3e       | Lancer du javelot |             |
| 1979 | Jeux méditerranéens    | Split      | 2e       | Lancer du javelot |             |
| 1983 | Jeux méditerranéens    | Casablanca | 3e       | Lancer du javelot | 73,28 m     |
| 1984 | Championnats d'Afrique | Rabat      | 1er      | Lancer du javelot | 77,40 m     |
| 1988 | Championnats d'Afrique | Annaba     | 2e       | Lancer du javelot |             |

### Records
| Épreuve           | Performance              | Lieu | Date         |
| ----------------- | ------------------------ | ---- | ------------ |
| Lancer du javelot | 64,66 m (nouveau modèle) | Rome | 29 août 1987 |